# Декларативная теория государственности
Декларати́вная тео́рия госуда́рственности (также декларати́вная тео́рия призна́ния) — теория международного права, согласно которой для образования государства необходимо и достаточно:
- наличие фиксированных границ и постоянного населения;
- присутствие системы государственного управления, обладающей суверенитетом;
- возможности для вступления в отношения с другими государствами.

Декларативная теория является отрицанием конститутивной теории, по которой в понятие государства входит дипломатическое признание других государств. Например, по состоянию на 2012 год согласно декларативной точке зрения Сомалиленд был государством, в то время как с конститутивной точки зрения государством являлось Сомали.
Ф. Ф. Мартенс сказал: 
Государство возникает и существует самостоятельно. Признанием его лишь констатируется его рождение.
Согласно декларативной теории, признание предполагает суверенитет, но его не создаёт и потому не затрагивает прав, приобретённых до признания.
Декларативную теорию впервые закрепил Вестфальский мирный договор от 24 октября 1648 года. В рамках данного подхода в качестве участников международного общения были признаны обретшие независимость Швейцария и Нидерланды, а также (впервые в западноевропейской международной практике) Московское государство.

Принципы декларативной теории были подтверждены в статье 3 конвенции Монтевидео (1933): 
Политическое существование государства не зависит от признания другими государствами.
Конститутивная теория была распространена до Второй мировой войны. Декларативная теория возникла как противовес политике крупных государств, настаивавших на том, что их признание необходимо для возникновения нового субъекта международного права. В настоящее время декларативная теория имеет поддержку большинства специалистов.